# Mucha Billa Gatesa
Mucha Billa Gatesa (pełna nazwa: mucha bzygowata Billa Gatesa, łac.: Eristalis gatesi) – mucha bzygowata, która występuje tylko w wysokogórskich wilgotnych lasach Kostaryki.
Mucha ta została tak nazwana na cześć Billa Gatesa jako wyraz wdzięczności za jego dużą pomoc materialną dla rozwoju wiedzy na temat muchówek. Inna z much bzygowatych otrzymała nazwę na cześć współpracownika Gatesa Paula Allena. Nosi ona nazwę mucha bzygowata Paula Allena  (łac.: Eristalis alleni).